# Белль, Камилла
Ками́лла Белль (англ. Camilla Belle; род. 2 октября 1986, Лос-Анджелес, США) — американская актриса.

## Биография

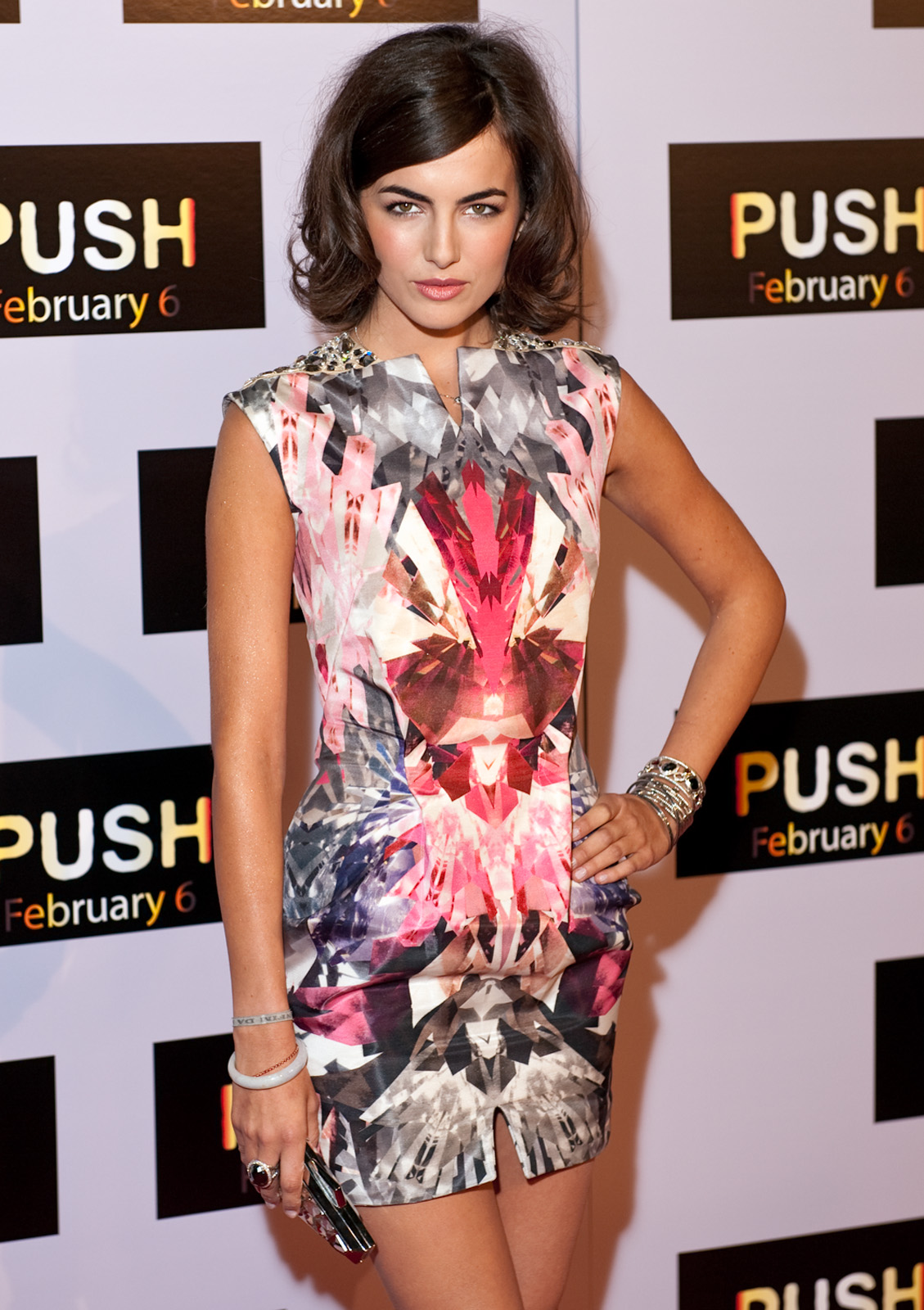
январь 2009

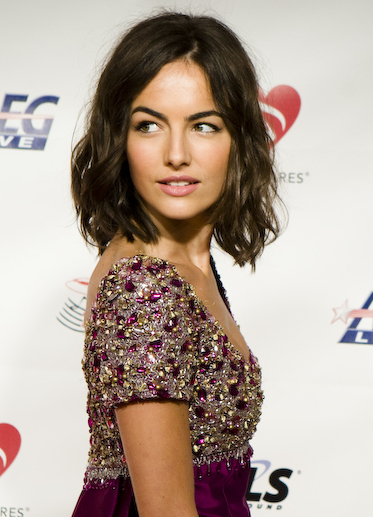
февраль 2009

Родилась 2 октября 1986 года в Лос-Анджелесе, Калифорния в семье бразильянки и американца. Полное имя — Камилла Белль Рут (Camilla Belle Routh). Мать, Дебора Кристина Рут, была дизайнером модной линии в Бразилии, в настоящее время является менеджером Камиллы. Отец, Джек Рут — владелец строительной компании. Имя Камилла получила в честь героини одной из популярных бразильских мыльных опер.
Уже в возрасте девяти месяцев Камилла начала сниматься в рекламе для газет и телевидения. В девяностых появилась в нескольких фильмах, снятых для телевидения и видеопроката, а также в небольших ролях в довольно крупных постановках: «Маленькая принцесса» (1995) Альфонсо Куарона, «Парк Юрского периода 2: Затерянный мир» (1997) Стивена Спилберга, «Практическая магия» Гриффина Дана (1998), «Патриот» (1998) Дина Семлера.
На протяжении четырёх лет она занималась балетом, посещала драмкружок и хор. В это же время она начала играть на пианино. В 2002 году она решила прослушать курс в Королевской академии драматического искусства в Лондоне.
В 2005 году Камилла снялась в роли дочери героя Дэниела Дэй-Льюиса в фильме Ребекки Миллер «Баллада о Джеке и Роуз», после чего критики заговорили о таланте молодой актрисы. Роли в независимых постановках «Чамскраббер» (2005) Арье Посина и «Душа тишины» (2006) Джейми Баббита также были благосклонно приняты прессой.
Среди последних работ Белль — главная роль в ремейке классического триллера 1979 года «Когда звонит незнакомец», а также участие в масштабном блокбастере «10 000 лет до нашей эры».
Актриса занимается благотворительной деятельностью, принимает участие в проекте «Kids with a Cause», помогая детям, страдающим от голода, нищеты и насилия.
Помимо английского, Камилла в совершенстве владеет португальским и испанским языками.

## Фильмография
| Год  |     | Русское название                            | Оригинальное название                       | Роль                 |
| ---- | --- | ------------------------------------------- | ------------------------------------------- | -------------------- |
| 1993 | тф  | Пустая колыбель                             | Empty Cradle                                | Сэлли                |
| 1993 | тф  | Искатели приключений: В ловушке в центре... | Trouble Shooters: Trapped Beneath the Earth | Дженнифер Гейтс      |
| 1994 | тф  | Двойная жизнь Сары Винсент                  | Deconstructing Sarah                        | Элизабет в молодости |
| 1995 | ф   | Маленькая принцесса                         | A Little Princess                           | Джейн                |
| 1995 | тф  | Энни: Королевское приключение               | Annie: A Royal Adventure!                   | Молли                |
| 1996 | ф   | Ядовитый плющ 2: Лили                       | Poison Ivy II                               | Дафни Фальк          |
| 1996 | тф  | Закон шерифа                                | Marshal Law                                 | Бут Колимэн          |
| 1997 | ф   | Парк Юрского периода: Затерянный мир        | The Lost World: Jurassic Park               | Кэти Боумен          |
| 1998 | ф   | Патриот                                     | The Patriot                                 | Холли МакКлэрэн      |
| 1998 | с   | Дикая семейка Торнберри                     | The Wild Thornberrys                        | телёнок              |
| 1998 | ф   | Практическая магия                          | Practical Magic                             | Салли Оуэнс          |
| 1998 | с   | Крутой Уокер: правосудие по-техасски        | Walker, Texas Ranger                        | Синди Морган         |
| 1999 | тф  | Кем заменить папу                           | Replacing Dad                               | Мэнди                |
| 1999 | ф   | Тайна Анд                                   | Secret of the Andes                         | Диана Уиллингс       |
| 2000 | тф  | Покорительница волн                         | Rip Girls                                   | Сидни Миллер         |
| 2001 | ф   | Невидимый цирк                              | The Invisible Circus                        | Фиби                 |
| 2001 | ф   | Возвращение в таинственный сад              | Back to the Secret Garden                   | Лиззи Бускана        |
| 2005 | ф   | Баллада о Джеке и Роуз                      | The Ballad of Jack and Rose                 | Роуз Слэвин          |
| 2005 | ф   | Чамскраббер                                 | The Chumscrubber                            | Кристал Фоллз        |
| 2006 | ф   | Когда звонит незнакомец                     | When a Stranger Calls                       | Джилл Джонсон        |
| 2006 | ф   | Душа тишины                                 | The Quiet                                   | Дот                  |
| 2007 | кор | Капкан                                      | The Trap                                    | Хермия               |
| 2008 | ф   | 10 000 лет до нашей эры                     | 10,000 B.C                                  | Эволет               |
| 2009 | ф   | Пятое измерение                             | Push                                        | Кира Хадсон          |
| 2009 | ф   | Брошенная на произвол судьбы                | À Deriva                                    | Анжела               |
| 2010 | кор | Грязные танцы 3: Ночи капоэйры              | Dirty Dancing 3: Capoeira Nights            | Хермия               |
| 2010 | ф   | Гениальный папа                             | Father of Invention                         | Клэр Аксель          |
| 2011 | ф   | Prada и чувства                             | From Prada to Nada                          | Нора                 |
| 2011 | ф   | Игра в атаке                                | Breakaway                                   | Мелисса Уинтерс      |
| 2013 | ф   | Открытая дорога                             | Open Road                                   | Энжи                 |
| 2013 | кор | Последний час                               | Zero Hour                                   | Паула                |
| 2013 | ф   | Любовь, секс и Лос-Анджелес                 | Cavemen                                     | Тесс                 |
| 2014 | ф   | Амапола                                     | Amapola                                     | Ама                  |
| 2014 | ф   | Я разбивал для гринго                       | I Brake for Gringos                         | Гэби                 |
| 2016 | ф   | Американская сторона                        | The American Side                           | Эмили Чейс           |
| 2016 | ф   | Закат                                       | Sundown                                     | Гэби                 |
| 2017 | ф   | Безумный кит                                | The Mad Whale                               | Изабель Уоллес       |